# حافظ بك الكلحي
حافظ بك الكلحي
والده موسى اغا الكلحي ناظر قسم شمال قنا في عهد الخديوى إسماعيل وجدة الشيخ جاد الكلحي شيخ مشايخ الناحية في عهد محمد علي باشا.
ولد حافظ بك الكلحي في قرية الكلح بالشرقي بهجورة بنجع حمادي عام 1885 م بمحافظة قنا، وكان يتمتع بشخصيه قويه محباً للحريه والاستقلال وعند قيام ثورة 1919م قاد جموع المواطنين بنجع حمادي بثورة ضد الاحتلال وقام بقطع شريط السكة الحديد بمدينة نجع حمادي لمنع القطار القادم من السودان بتعزيزات جيش الاحتلال البريطاني من الوصول للقاهرة لقمع الثورة وقاد المواطنين للفتك بالمستر روس المدير الإنجليزي لمصنع السكر أنذاك والذي تمكن من الهروب إلى قنا وقام بإبلاغ القيادة بالقاهرة بالثورة التي يقودها حافظ بك الكلحي واقطاب الوفد وخطوره الموقف في صعيد مصر .
وكان رد الفعل أن سلطات الاحتلال البريطاني أرسلت بعض القوات لتدمير قريه الكلح مسقط رأس حافظ بك الكلحي واضطهاد المواطنين والبحث عن حافظ الكلحي والقبض عليه ودارت معركه غير متكافئه إنتهت بالقبض عليه وتم ترحيله إلى سجن قنا ومعه ابن أخيه التهامي أفندي الكلحي شاعر ثورة 1919م في قنا الذي ألهب مشاعر المواطنين إبان الثورة بقصائده الحماسية وعقب نجاح الثورة وعودة سعد باشا ورفاقه من المنفي تم الإفراج عنهما ضمن قيادات الثورة المعتقلين في ذلك الوقت.
وعندما قام الزعيم سعد زغلول برحلته التاريخية في النيل لزياره الصعيد عام1921م أصدرت سلطات الاحتلال والحكومة تعليمات بعدم استقبال المواطنين لسعد زغلول وعدم السماح له بالنزول من الباخرة وبناء على هذه التعليمات حضر مأمور مركز نجع حمادى إلى حافظ بك الكلحي ليبلغه بهذه التعليمات ومطالبته بعدم إستقبال الزعيم سعد زغلول وعلى الفور رفض حافظ بك هذه التعليمات وعندما اقتربت الباخرة من قريه الكلح خرجت الجماهير تستقل المراكب الشراعيه في عرض النهر محيطةً بالباخرة تهتف بحياه الزعيم سعد زغلول وبسقوط الاحتلال إلى أن رست الباخرة أمام مضيفه وسراي حافظ بك الكلحى الواقع على نهر النيل ونزل الزعيم سعد زغلول وقضى ليلته في مهرجان وطنى عظيم تأثر به وورد ذكر ذاك الموقف علي لسان فخري عبد النور أحد أكبر اقطاب الوفد في كتابه مذكرات فخري عبد النور الفصل الرابع عشر وكان لذلك الموقف أثره علي مسيرة حافظ بك السياسية حيث نجح علي قوائم حزب الوفد في انتخابات مجلس النواب التي أجريت بتاريخ 17 مارس 1925 الجمعية التشريعية الثالثة من 1926 حتي 1928 وطلب منه بعد ذلك الانشقاق عن حزب الوفد والانضمام لحزب الأحرار الدستوريين بقيادة محمد محمود باشا رئيس وزراء مصر حينها ولكن الزعيم رفض الانصياع لذلك رافضا كل أساليب الترغيب والترهيب وتمسك بانتمائه لحزب الوفد وصداقته بالزعيم سعد باشا زغلول مما كان سببا في تعمد الحكومة إسقاطه فيما بعد في انتخابات الهيئة النيابة الرابعة بفارق 100 صوت فقط عن منافسة في ذلك الوقت.
أثناء زيارة الزعيم مصطفى النحاس باشا لصعيد مصر عام 1926م إستقبله حافظ بك الكلحى في الأقصر وسط كوكبة من قيادات حزب الوفد وأنشد يومها التهامي أفندي الكلحي شاعر الثورة قصيدة بليغة مطلعها: 
```
وادي الملوك أبي الحجاج داعينا،
كي نشهد الفخر بالنحاس من مينا،
فهل تنل قنا بزيارتك بغيتها،
إن الزيارة تشفي علة فينا.
```

فرد الزعيم مصطفي النحاس حينها وقال أجيبت دعوتكم
وتوجه بعدها لزياره قنا وسراي حافظ بك الكلحى وانشد حينها التهامي أفندي قصيدة قال في مطلعها:
```
بشري لنا فقنا أستجيب طلابها، 
وأستمطرت غيثا فجاد سحابها، 
زار الزعيم فمرحبا بقدوم من،
إن غاب غاب عن البلاد صوابها، 
مصرنا العزيزة مسكينة، 
قد زيف التشريع في نوابه، 
وأستبدلوا عمد البلاد بصبية، 
لا يذكرون إذا عددت كلابها، 
ماحافظا إلا لعهدك حافظا، 
ذا عزمة من غير ضعف شابها. 
```

كما أستقبل حافظ بك الكلحى الزعيم فؤاد سراج الدين وذلك عام 1942م أثناء زيارته لصعيد مصر.
وقد حصل حافظ بك الكلحى عام 1928م على ( قلادة النيل)من الملك فؤاد الأول تقديرا لمواقفه الوطنية.
وقد استمر على مبادئ حزب الوفد مخلصاً لوطنه محققا لمطالب الجماهير في فترات موقعه النيابى والحزبى حتي 
توفى في 6 فبراير من عام 1949.